# Orthosia brunnea
Orthosia brunnea là một loài bướm đêm trong họ Noctuidae.